# إدواردو أريدوندو
إدواردو أريدوندو (بالإسبانية: Eduardo Arredondo)‏ هو لاعب كرة قاعدة مكسيكي، ولد في 15 أكتوبر 1984.

## وصلات خارجية
- إدواردو أريدوندو على موقعبيزبول رفرنس.كوم (الدوري الثانوي) (الإنجليزية)